# Взятие Акабы
Взятие Акабы (англ. Battle of Aqaba) — взятие в июле 1917 года Акабы, последнего османского порта на Красном море (сейчас территория Иордании), арабскими повстанцами Ауды ибу Тайи и Т. Э. Лоуренса («Лоуренса Аравийского»).

## Предпосылки
После неудачного нападения на Медину арабские революционеры под предводительством Фейсала ибн Хусейна сменили тактику на оборонительную. Весной 1917 года арабские силы переместились севернее и захватили порты Янбу и Ваджх на Красном море, что позволило им перехватить инициативу. Однако арабские и британские союзники не могли договориться о плане дальнейших действий. Арабы начали серию атак на Хиджазскую железную дорогу, в то время как британские войска стояли неподалёку от Газы, то есть их расположение было не особенно удачным для получения хоть сколько-нибудь значительных результатов. Турецкое правительство отправило арабские дивизии своей армии, многие подразделения которых были прореволюционно настроены, на линию фронта, лишая Фейсала и его союзников столь необходимого подкрепления.
Лоуренс, направленный генералом Арчибальдом Мюрреем, командующим Египетскими Экспедиционными войсками, к Фейсалу в качестве военного советника, убедил последнего напасть на Акабу. Акаба была иорданским портом, в котором стоял турецкий гарнизон. Он угрожал британским силам, ведущим боевые действия в Палестине, а в 1915 году служил опорным пунктом в ходе атак на Суэцкий канал. Фейсал выдвинул предложение использовать этот порт для того, чтобы англичане могли поддержать арабские войска, когда те двинутся на север. Несмотря на то что он лично не принимал участия в сражении (его двоюродный брат Шериф Насир возглавлял отряд от его имени), Фейсал передал в распоряжение Лоуренса сорок своих воинов. В пути Лоуренс также встретил Ауду ибу Тайи, возглавляющего одно из северных бедуинских племен. Ауда присоединился к экспедиции, взяв с собой большое количество своих людей (около 500 всадников). Лоуренс поставил в известность своих британских коллег о планируемой экспедиции, но те, очевидно, не восприняли его всерьез, ожидая, что эта операция провалится.
Акаба сама по себе не представляла серьёзной военной угрозы, в то время она была маленькой, не особенно укрепленной деревней. Однако турки держали небольшой гарнизон (400 человек) в устье вади Итм для защиты против сухопутных атак со стороны Синайского полуострова. Британский флот периодически обстреливал Акабу, а в 1915 году отряд морской пехоты даже высадился на побережье. Однако отсутствие пристани или удобных для высадки пляжей сделало эту попытку бессмысленной. Главным препятствием для атаки на город со стороны суши была пустыня Нефуд, пересечь которую, по мнению многих, было невозможно.

## Ход событий

### Начало

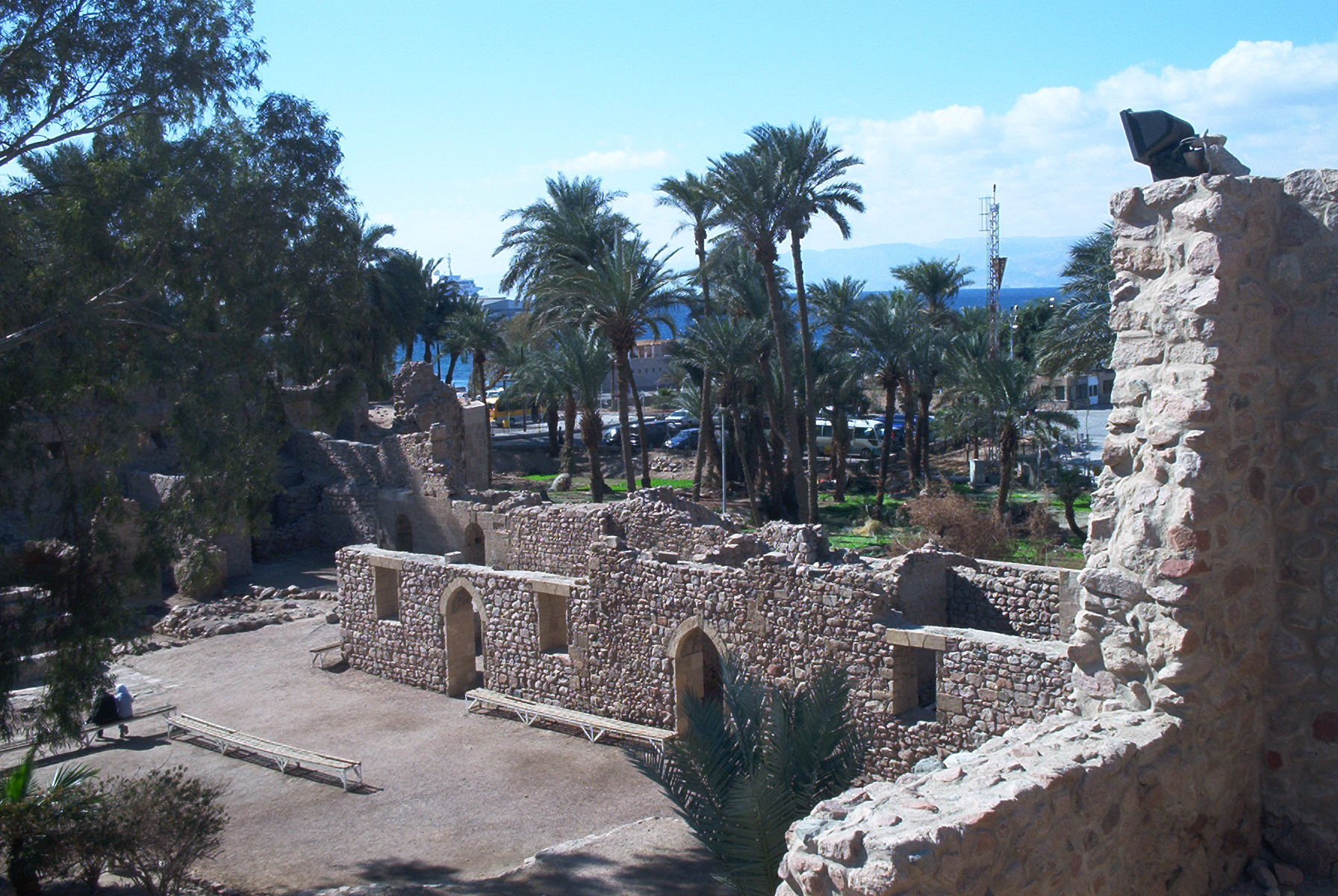
Акабская крепость (2006)

Экспедиция в направлении Акабы выступила в мае. В пути она несколько раз сталкивалась с бандами арабов, которым платили турки. Даже пустынная жара не останавливала эти банды. Тем не менее, людей, умерших от укусов змей и скорпионов, было намного больше, чем погибших во время вражеских атак. Также в ходе экспедиции войска Ауды и Лоуренса нанесли серьёзные повреждения Хиджазской железной дороге.
Ауда и его люди достигли области Вади-Сирхан, которая принадлежала племени руалла. Они заплатили 6000 фунтов золотом за право использовать Вади-Сирхан в качестве опорного пункта.
Лоуренс хотел убедить турок, что целью его был скорее Дамаск, чем Акаба. В то же время он продолжал выполнять собственную разведывательную миссию, и кроме того, разрушил железнодорожный мост в Баальбеке. Лоуренсу удалось почти полностью убедить турок, что арабская армия (о которой турки имели весьма неопределенные сведения) движется по направлению к Дамаску или Алеппо. Тем временем арабы подошли к Даръа и захватили железнодорожную станцию неподалёку от города. Это событие убедило турецкое командование, до сего момента пребывавшее в заблуждении относительно планов повстанцев, что в действительности целью атаки была Акаба. Был выслан эскадрон кавалерии численностью в 400 сабель, но Ауде было нетрудно от него уклониться.

### Абу-эль-Лиссаль и Акаба
Фактически судьба битвы за Акабу была решена в турецком укреплении Абу-эль-Лиссаль, примерно на полпути между Акабой и городом Маан. Группа независимых арабских повстанцев, действующая в сотрудничестве со всей экспедицией, захватила этот блокпост несколькими днями ранее. Однако турецкий пехотный батальон прибыл на место действия и отбил укрепление. Затем турки напали на небольшой арабский лагерь неподалёку и убили несколько человек.
Узнав об этом Ауда лично возглавил атаку на турок. 6 июля в середине дня арабы напали на Акабу, им сопутствовал необычайный успех. Турецкое сопротивление было незначительным, и арабы успели убить несколько сотен человек до того, как командование смогло их остановить. В общей сложности 300 турецких солдат было убито и ещё 150 взяты в плен, в то время как среди повстанцев было всего 2 убитых и несколько раненых. Лоуренс чуть не погиб в ходе этой операции. Он случайно выстрелил в голову собственному верблюду, но тот, к счастью для англичанина, сбросил седока, когда падал. Ауда получил несколько лёгких ранений, но остался жив.
В это время несколько британских военных кораблей подошли к городу и начали обстрел. К этому моменту войска Лоуренса, Ауды и Насира объединились. После поражение турок при Лиссале бедуины могли открыто присоединиться к экспедиции, увеличив её общую численность до 2000 человек. Арабские войска прорвали первую линию обороны, подошли к воротам города, и гарнизон Акабы сдался без дальнейшего сопротивления.

## Последствия
Лоуренс пересек Синайский полуостров с юным телохранителем, чтобы лично сообщить британской армии в Каире, в то время под командованием генерала Алленби, о падении Акабы. Добравшись до Суэцкого канала, он позвонил, чтобы сообщить о результатах операции и организовать морские поставки в город. Через несколько дней Лоуренс прибыл в Каир и переговорил с Алленби, который согласился поставить в Акабу оружие, боеприпасы, деньги и несколько военных кораблей.
Безопасность Акабы была под угрозой в течение нескольких месяцев. Турецкие войска, действующие со стороны Вади-Итм, отбили Абу-эль-Лиссаль в начале августа и угрожали городу. Число столкновений за его пределами увеличилось, но прибытие военных кораблей вынудило турок отказаться от намерения вернуть город.
Захват Акабы и материально-техническая поддержка со стороны англичан позволили армии Фейсала двинуться на север. Кроме того, было снижено давление на британские войска в Палестине, а турецкие силы оказались изолированными в Медине, что открыло путь для возможных арабских военных операций в Сирии и Иордании.

## Культурный вклад
Поход на Акабу фигурирует в фильме «Лоуренс Аравийский», однако стремительное наступление арабов, изображенное там, не вполне соответствует действительности. Кроме того, преувеличена оборонительная способность Акабы, а британский флот отсутствует.